# ニューラルクラウド
『ニューラルクラウド』（Dolls' Frontline Neural Cloud ）は、中華人民共和国のサンボーン（上海散爆網絡科技有限公司）が開発しているスマートフォン用のゲームアプリ。日本版はサンボーンジャパンの運営により、2022年11月24日にリリースされた。
原題は『冬図計画 』（簡体字: 云图计划、英語:  Neural Cloud）。
『ドールズフロントライン』のスピンオフ的な作品で、時系列的には同時期のことを描いている。
中国の簡体字版以外では、これまでに繁体字（台湾・香港・マカオ）版、韓国版、英語版がリリースされている。

## あらすじ
2045年の北蘭島事件がきっかけで起きた第三次世界大戦が2051年まで続き、世界は荒廃した。
汚染された大地を復興させるため広く使われるようになったのが「生体自律人形」、通称「人形」と呼ばれるロボットである。
2057年、人形たちのメンタルのデータをクラウド上に複製保存するため、研究団体「42Lab」に所属する「教授」という科学者が仮想世界「ニューラルクラウド計画」を立案。
3年後の2060年に巨大クラウドサーバー「マグラシア」上で正式サービスを開始、同年末、計画は一応の完成を見た。
ところが完成直後に原因不明の事故でニューラルクラウド世界と接続できなくなり、「教授」と計画にテスト参加した人形たちのメンタルはサーバ内に囚われ、行方不明になってしまう。
事件から3年後の2063年、民間軍会社『グリフィン』に所属する「指揮官」は、「教授」の友人であるペルシカ博士の依頼を受け、グリフィンに在籍する42Lab所属の人形たちを調査、「ニューラルクラウド」計画中に起きた事故を知る。調査を進めるべく事故で失踪した人形たちを見つけ、「教授」の居所を探そうということになる。
「指揮官」は本来の「教授」の全権を委任されて、仮の「教授」となり、「ニューラルクラウド」世界へアップロードされる。
なお、正編である『ドールズフロントライン』のメインストーリーは2062年に開始した出来事とされており、本作品の物語はそれと並行して起こっていることになる。

## 登場人物
指揮官
民間軍会社『グリフィン』に身を置く、ペルシカ博士の知り合い。豊富な電子戦経験を持つ。2063年、ペルシカ博士の依頼により意識をデータ化し、仮の「教授」として権限を委託された上でマグラシアクラウドへアップロードした。
教授
研究機関42Labの科学者で、「ニューラルクラウド」計画の責任者。ペルシカ博士の友人。
本編の3年前（2060年）の「リターン・トゥ・ゼロ」事件でニューラルクラウド世界が崩壊して以降、行方不明になっている。
クラウドに囚われた本物の「教授」と人形たちを現実世界に救出するのが、「教授」（「指揮官」）のゲーム開始時の目的。
ペルシカ
CV：奈波果林
「ダミーネットワーク」技術を開発した天才科学者。自分を模して作った開発用自律人形がニューラルクラウド計画に参加している。
ペルシカ（自律人形）
ペルシカ博士が自分を模して作った開発用自律人形。42LAB所属。性格や印象はオリジナルとは異なり几帳面で生真面目な常識人。

### エージェント

#### 42LAB
アントニーナ
CV：長妻樹里
ソル
CV：柚木涼香
ハッブル
CV：日高里菜
フェーン
CV：大空直美
フレネル
CV：紡木吏佐
マイ
CV：南早紀
マックス
CV：新田ひより
藪春
CV：堀籠沙耶
ヤニー
CV：井上雄貴
初塵
末宵
ハンナ
チューリング

#### スヴァローグ重工
モスクワにて創立され、70年近くもの歴史を有する大手古参重工企業。主な事業内容は軍需産業、エネルギー産業、インフラ建設だが、人形製造領域においても優れた成果を挙げている。従来の軍用人形のほかに、様々な工業用人形の開発生産を手がけ、工業のスマート化プロセスに大きく貢献している。
アビゲイル
CV：青木瑠璃子
イアハート
CV：佐藤利奈
イヴリン
CV：渡辺優里奈
オクトーゲン
CV：竹内順子
クロック
CV：小倉唯
チェルシー
CV：紡木吏佐
シオン
CV：千本木彩花
シーモ
CV：榎木淳弥

#### 最終生命
遺伝子工学、バイオ医薬品、脳科学研究等の領域において絶大な影響力を誇る大手医薬品会社。また、最新技術を搭載した医療用人形の開発を率先して推進してきたことから、その領域でのリーディングカンパニーへと一気にのし上がった。さらに42Labを含む多くのテクノロジー機構との提携により、人工知能分野においても豊富な経験を積んでおり、昨今では「デジタル遺伝子」の構想をも打ち出している。その名の通り、生命科学の研究を「最終領域」へと推し進めることを宗旨としている。
イムホテプ
CV：愛美
ヴィー
CV：喜多村英梨
パナケイア
CV：藍原ことみ
フローレンス
CV：M・A・O
ボニー
CV：大野柚布子
リーゼ
CV：ゆかな

#### サイバーメディア
日本の札幌で創立された総合グローバルエンターテインメント企業。10年と経たずして全世界で不動の地位を築き上げた。その事業範囲は映画、アニメーション、アイドル、ソーシャルメディア、デジタルゲーム、さらには従来の新聞出版にまで及び、戦後の人類の精神的支柱となってきた。開発方面において、サイバーメディアは独自のAI実験室を設けており、芸能メディア系人形を重点的に開発生産し、人形の応用範囲をより一層拡大させている。
ウィロウ
CV：喜多村英梨
グルーヴ
CV：黒木ほの香
坂口希
CV：長妻樹里
七花
CV：大野柚布子
纏枝
CV：伊瀬茉莉也

#### UAS(ユニバーサル・エニシング・サービス)
人形メーカー。かつては、上流階級に会員制の高級オーダーメイドサービスを提供する企業だったがやがて市場の衰退に伴い大衆向け人形市場が台頭し始め、UASももれなく一般民生用人形の開発へと転向し、後にグローバル民生用人形市場にて圧倒的なシェアを占めた。その事業範囲は次第に人々の生活のあらゆる面をカバーするようになり、今や世界最大級の民生用人形メーカーへと成長を遂げている。
秋
CV：江口拓也
アンジェラ
CV：南早紀
クシーニヤ
CV：喜多村英梨
咲耶
CV：芹澤優
ジェシー
CV：小市眞琴
ジン
CV：加藤渉
センタウレイシー
CV：小清水亜美
チョコ
CV：八劔すみれ
ドゥシェーヴヌイ
CV：大関英里
ベティ
CV：伊藤あすか
ラム
CV：新田ひより

#### 浄化者
イオスフォロス
ヘスペロス
アンジェラス
ユーカリスト
レイヴン
フェイス
ラヴ
ホープ
ウィズダム
リヴェレンス

## 用語
ニューラルクラウド計画
2057年に42Labによって立ち上げられた科学研究プロジェクト。自律人形のメンタルデータをクラウド上に複製することで、人形素体が損傷した場合においてもメンタルデータを保留し、損失コストを抑えることが目的。本研究プロジェクトはマグラシアスーパークラウド上で展開され、各大手企業および研究機関との提携や公募テストなどを通じて、参加する人形の選抜が行われた。やがて2060年に正式テストがスタート。人形たちのメンタルをクラウドへと一斉にアップロードし、様々な実験に当たらせた。2060年末、「ニューラルクラウド」技術の開発に成功するが直後に事故が発生した。
42Lab
充実した科研技術を有する42Labは、人工知能と量子科学技術領域における世界的なリーダーである。2057年、42Labが「ニューラルクラウド計画」を立ち上げるに伴い、各大手企業および研究機関との提携や公募テストなどを通じて、さまざまなモデルの生体自律人形が選抜に参加し、計画へと加わった。本計画は「生体自律人形のメンタルバックアップ」の実現を主な目標としている。2060年、42Labは正式に「ニューラルクラウド計画」の第一回目となる大規模な試行実験を行った。
セクター
42Labが開発したスーパークラウド「マグラシア」サーバーを区分けして作られた、各エリアの総称。大容量のストレージ空間、高効率の模擬演算性能ならびに高い安全性に魅せられ、多くの企業が優秀なデータの保存先として「マグラシア」を選択し、それぞれのセクターを設置。セクター内部のAIプログラムである「エージェント」を通して、データ処理や演算作業を行った。さらにマグラシアに搭載されたウイルス対策プログラム「浄化者」は、クラウドに効率的かつ全面的なセキュリティ措置を提供可能である。セクターは「ドールズフロントライン:ニューラルクラウド」の物語が展開する、主な舞台となる。各セクターはオアシス、キュクロプス『軍需セクター』、エニグマ『コンピューターセクター』、バーバンク『娯楽セクター』、ヘリオス『エネルギーセクター』などがある。
追放者
「ニューラルクラウド計画」のテストに参加していた人形たちのこと。事故の発生によりクラウドの各地へと散らばってしまった。やがて彼らは3年の時を経て目を覚まし、「教授（プレイヤー）」に導かれ再集結を果たす。彼らは自ら「追放者」を名乗り、生き残るための資源を探し求め、未知なる仮想世界を探索し、ここを離れ現実世界へと戻る方法を探し求めるのだった。
浄化者
マグラシアのセキュリティを守るべく、42Labによって開発されたAI型ウイルス対策プログラム。浄化者は上位、中位、下位に分かれた厳格な組織体系を有し、人間の命令を遵守している。上位浄化者は普段「リバベルタワー」と呼ばれる監視塔内に駐屯して、クラウド全体のセキュリティを維持しており、タワーを離れることは稀である。中位浄化者は上位浄化者の命令に従って各セクターを巡察し、異常事態を防ぐ役目を担っている。下位浄化者は知能が低く、上位ならびに中位浄化者の命令またはベースコマンドに従い、セクターの秩序を脅かすウイルスプログラムや、メンタルに異常をきたしたエージェントの粛清を行う。クラウドセクターでの事故により、人形のメンタルはクラウドセクターからの離脱を余儀なくされた。結果として立ち入るべきではないエリアに立ち入ったため、浄化者に異常メンタルユニットと認定され、追われる身となった。
オアシス
「教授（指揮官）」が「ニューラルクラウド計画」のプロジェクト責任者の権限を利用して立ち上げた新たなセクターで、追放者たちがマグラシアで生きていくための拠点であり、彼らが暮らす大切な住処でもある。教授と追放者たちの懸命な取り組みにより、「オアシス」はめざましい発展を遂げてゆく。
リターン・トゥ・ゼロ
「ニューラルクラウド」計画の正式テスト開始後に起こった大事故。これによりクラウドセクターは定位を失い、「ニューラルクラウド」計画に参加した人形のメンタルは素体と切り離され、すべて行方知れずとなった。
エージェント
「エージェント」はマグラシアスーパークラウド内に存在するAIプログラムの総称。各セクター内でデータ処理業務にあたる「先住エージェント」、マグラシアのセキュリティを全面的に保護するアンチウイルスプログラム「浄化者」、ニューラルクラウド計画のテストに参加し、メンタルをデータ化して現実世界からクラウド上に送られてきた「人形メンタル」などがそれに含まれる。
アドミニストレーター
セクターの管理権限を有する先住エージェント、即ち当該セクターの管理者。セクターの日常的な運営を任されており、業務の必要性によっては、一つのセクターに複数のアドミニストレーターが存在する。

## 主題歌
UP TO THE CLOUD
- アウル・シティー